# Eucryphia falcata
{{#ifeq:0|0|{{#if:|{{#if:Eucryphiafalcata|[[]}}|}}}}
Eucryphia falcata — викопний вид квіткових рослин. Належить до роду Eucryphia родини Cunoniaceae. Цей вид жив у пізньому палеоцені, 58,7—55,8 млн років тому. Це найдавніший викопний вид Eucryphia.
Видовий епітет falcata походить від серповидних бічних листків складних листків.

## Опис
Знайдено макрофосилії складних листків із невідомою загальною кількістю листочків. Бічні листки серповидні, а кінцевий симетричний. Має округлу основу. Край листка мав зазубрини. Ймовірно, це плезіоморфний вид для всіх родів родини Cunoniaceae. На листках також були трихоми.

## Поширення
Один викопний зразок був знайдений поблизу Буньяна, Новий Південний Уельс, Австралія. Скам'янілість була знайдена в озерних відкладеннях озера Бангарбі, які є аргілітом, що датується палеоценом.